# هنري جوتييه
هنري لويس ألكسندر جوتييه (بالفرنسية: Henri Gauthier)‏ (19 سبتمبر 1877 - 1950) كان عالم مصريات وجغرافي فرنسي. التحق بالمعهد الفرنسي للآثار الشرقية بالقاهرة في عام 1903. قام بحفريات عديدة في ذراع أبو النجا والقطا (1904)، وكرس نفسه للبحث في الجوانب التاريخية والجغرافية لمصر القديمة.
في عام 1909 كان من ضمن فريق من العلماء الفرنسيين اكتشف أهرامات حوني في إلفنتين، وكشف عن شكل مخروطي كبير من الجرانيت منقوش عليه اسم الفرعون حوني من الأسرة المصرية الثالثة من المملكة المصرية القديمة. عمل جوتييه مع جاستون ماسبيرو حيث كلفه بأن ينسخ نقوش معابد النوبة في أمادا، وكلابشة، ووادي السبوع.